# Heroína
La heroína, diacetilmorfina o diamorfina en su Denominación Común Internacional, es un opioide con propiedades analgésicas que también se utiliza de forma menos común como supresor de la tos y antidiarreico. Por sus efectos eufóricos, la heroína se utiliza como droga recreativa semisintética. Derivada de la morfina y originada a partir de la adormidera, planta de la que se extrae el opio, su administración frecuente y regular está asociada a la tolerancia y a una fuerte dependencia física. En algunos países se emplea en terapias en usuarios crónicos como sustituto de opiáceos en combinación con labores de asistencia y asesoramiento al paciente.
Administrada por vía intravenosa mediante inyección, la heroína puede ser entre dos y cuatro veces más potente que la morfina y es más rápida en comenzar sus efectos. La heroína ilícita suele presentarse en un polvo blanco mate al que se añaden diversos adulterantes. Una fracción importante de los consumidores de opioides, más de treinta millones de personas al año en todo el mundo según la ONU (2014), consumen heroína, la cual está relacionada con un efecto narcótico pronunciado, se clasifica dentro de las drogas depresoras del sistema nervioso central y se caracteriza por producir una dependencia psicológica y física intensa a un ritmo muy acelerado, siendo considerada una de las drogas más adictivas y dañinas.
La heroína fue sintetizada por primera vez por Charles Romley Alder Wright a finales del siglo XIX, que consiguió aislarla gracias a la acetilación del clorhidrato de morfina, un producto obtenido de la adormidera. «Heroína» fue el nombre comercial que la empresa Bayer puso a la nueva sustancia, que la lanzó al mercado como sustituta de la morfina, creyéndola menos adictiva. A nivel internacional, la heroína está controlada por las Listas I y IV de la Convención Única sobre Estupefacientes y por lo general es ilegal su fabricación, posesión y venta sin licencia. Producida sobre todo en Afganistán y Birmania, está íntimamente unida al tráfico internacional de drogas y ha sido responsable de epidemias severas en varios países de Occidente durante el siglo XX. Afganistán produjo el 95 % del opio del mundo en 2012, y el 66 % en 2015, manteniéndose como el principal productor mundial de opio en las últimas dos décadas. Se ha registrado un aumento significativo de la oferta y la demanda a nivel mundial en los últimos años; en países como Estados Unidos el consumo de heroína se ha multiplicado en la segunda década del siglo XXI hasta convertirse en una verdadera epidemia (véase Fentanilo).

## Etimología
En 1895, la compañía farmacéutica alemana Bayer comercializaba diacetilmorfina como uno más de sus productos bajo receta médica con el nombre comercial de Heroína. El nombre fue registrado en junio de 1898 y deriva del alemán la palabra heroisch (que quiere decir, heroica), debido a sus efectos «heroicos» (efectos beneficiosos, y de alivio de la tos) y el sufijo medicinal -in (-ina) (como en koffein / cafeína), con lo que se creó a la vez la connotación muy vendible de la Femme Héroïne (Alemania en esa época era muy francófila). Se desarrolló principalmente como un sustituto de la morfina, supresor de la tos «que no crea adicción ni otros efectos secundarios». La morfina en ese momento era una droga recreativa popular, y Bayer deseaba encontrar una similar, pero que no creara tanta adicción. Aunque la publicidad de Bayer la presentaba como un «sustituto no adictivo de la morfina», la heroína pronto generaría una de las mayores tasas de dependencia entre sus usuarios, superando a la morfina.

## Historia

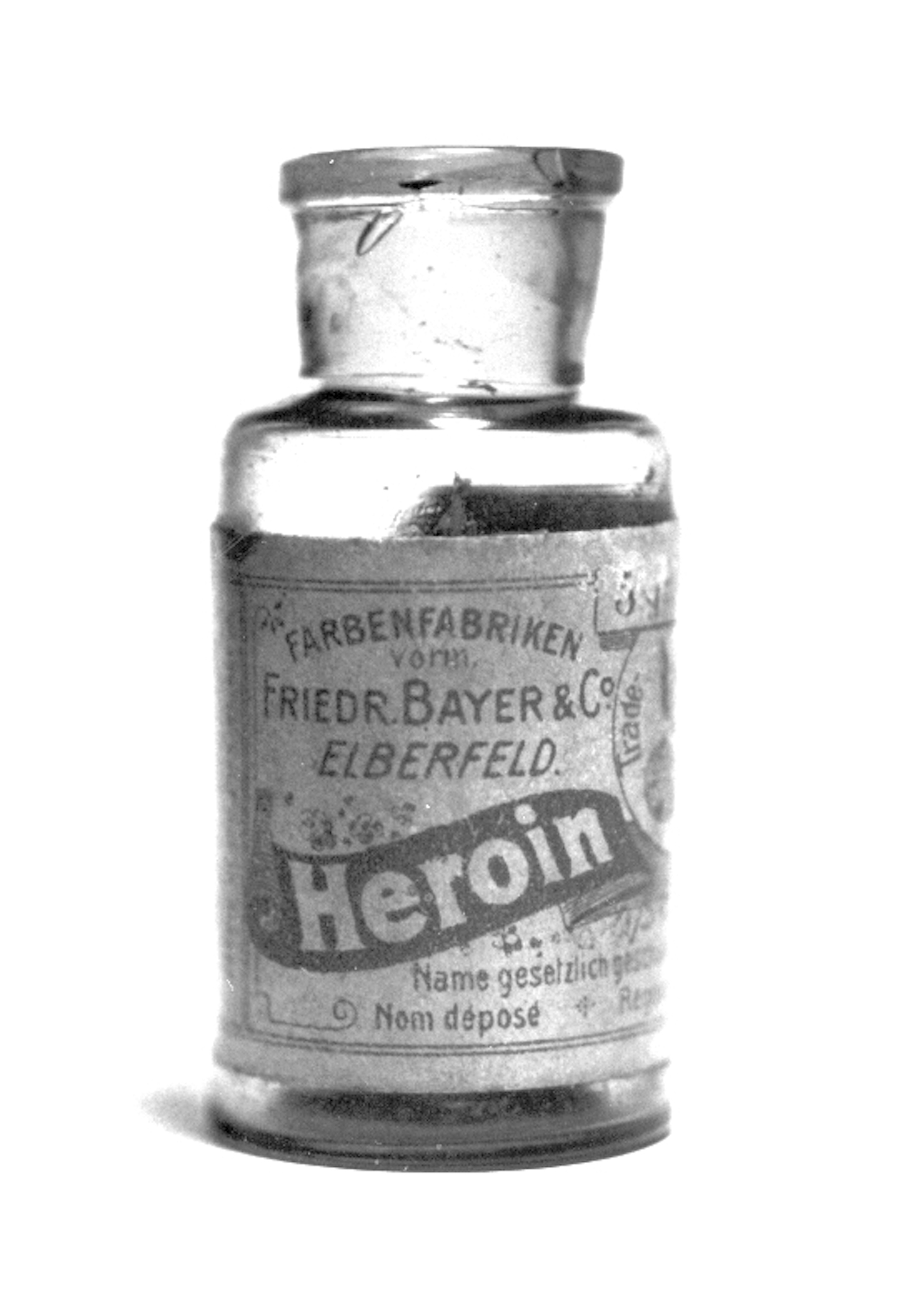
Botella de heroína comercializada por Bayer, años 1920.

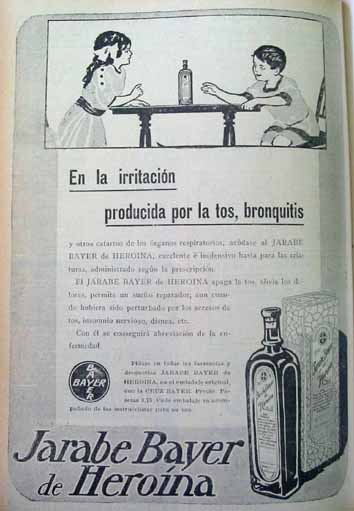
Anuncio de heroína en un periódico español, 1912.

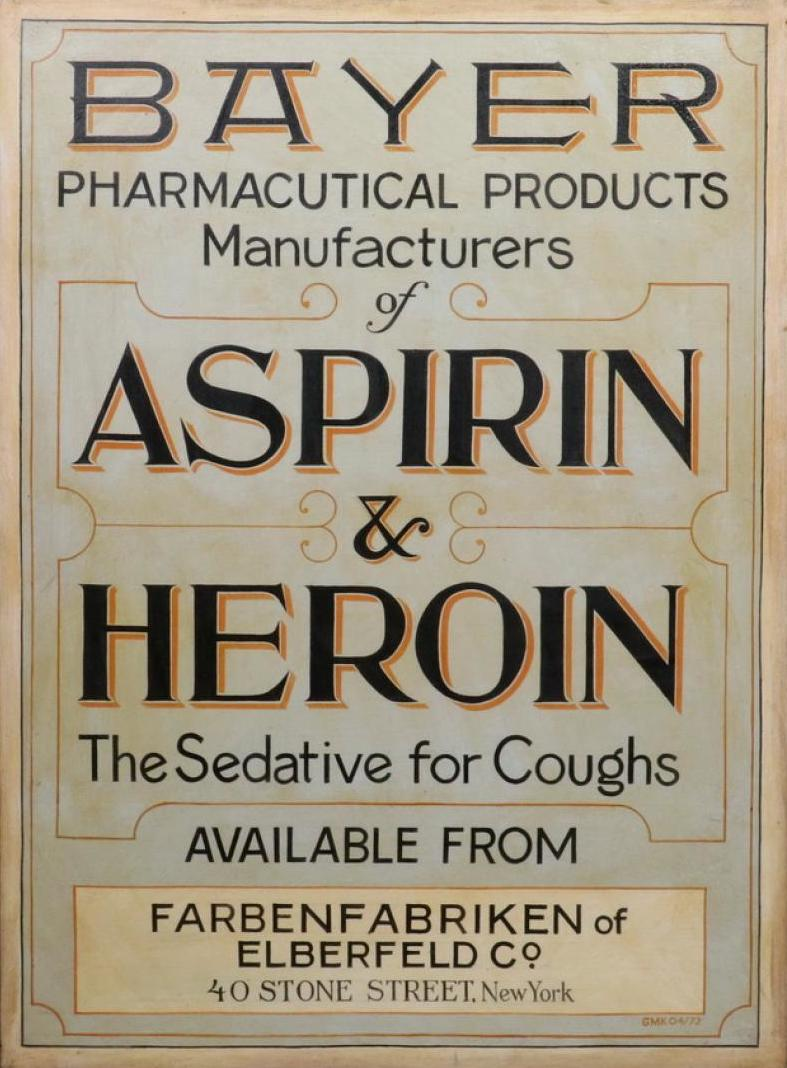
Anuncio de Bayer de aspirina y heroína (The Sedative for Coughs - el sedante contra la tos) en los Estados Unidos, antes de la prohibición federal en 1924.

En 1874, Charles Romley Alder Wright aisló un opiáceo nuevo gracias a la acetilación del clorhidrato de morfina, con lo cual obtuvo diacetilmorfina. El invento de Wright no se popularizó inmediatamente y la diamorfina no comenzaría a ser conocida hasta 23 años después, cuando fue re-sintetizada de forma independiente por otro químico, Felix Hoffmann. Hoffmann trabajaba para la compañía farmacéutica Bayer en Wuppertal (Alemania) y su supervisor, Heinrich Dreser, lo había instado a que acetilase morfina para producir codeína, un constituyente de la adormidera y farmacológicamente similar a la morfina, pero mucho menos potente y adictiva. Sin embargo, el experimento produjo una morfina acetilada entre un 50 % y un 100 % más potente que la morfina. Aunque los investigadores de Bayer no fueron los primeros en producir heroína, si le dieron su nombre y fueron pioneros en su fabricación industrial y comercialización, que comenzó en 1898, pocos días después de sacar a la venta la aspirina. Se cree que el nombre de heroína se deriva de la palabra «heroica».
El fármaco fue comercializado entre 1898 y 1910 como un sedante para la tos y como sustituto de la morfina pensando que era menos adictiva. Esto se vio facilitado por el hecho de que se creía que la heroína, producía algo menos de euforia con desviaciones mínimas en el comportamiento y la inteligencia, suponiendo un uso breve. En su 11.ª edición de 1910, la Enciclopedia Británica, en su artículo sobre los estados de la morfina afirmaba:

En la tos de la tuberculosis es de recibo utilizar pequeñas dosis de morfina, pero para esta enfermedad en particular es mejor reemplazarla con frecuencia por codeína o heroína, que alivian la tos seca sin los efectos narcóticos posteriores a la administración de morfina.

[cita requerida]
Más tarde se descubrió que la heroína se convierte en gran medida en morfina al ser absorbida en el hígado. En poco tiempo se demostró que la adicción generada por utilizar este compuesto es mucho más intensa en comparación a la de la morfina. Durante muchos años, los médicos no se dieron cuenta de los peligros de usar clínicamente la heroína. Finalmente, se descubrió que algunos pacientes que habían estado usando grandes cantidades de heroína durante mucho tiempo comenzaban a presentar síntomas de adicción. En 1913, Bayer suspendió la producción de heroína y desde 1919, al igual que con la aspirina, Bayer perdió parte de sus derechos de marca sobre la heroína debido al Tratado de Versalles de 1919, consecuencia de la derrota alemana en la Primera Guerra Mundial. En los Estados Unidos se estableció, a través de la Ley de Impuesto sobre la Droga de 1914, un control exhaustivo sobre el uso de opiáceos, permitiendo el uso de la heroína únicamente con fines terapéuticos. Diez años después, en 1924, el Congreso de Estados Unidos estableció que no existía ningún uso legal de la heroína y prohibió su venta, importación o fabricación, y un año después el Comité de Salud de la Sociedad de Naciones prohibió la diacetilmorfina (1925), aunque se tardó más de tres años en hacer efectiva la restricción. Aun así, la producción de heroína fue grande y continua, ya que se calcula que en el mundo, entre 1925 y 1930, se vendieron 34 toneladas de esta droga.
Desde 1920 a 1930 la heroína fue utilizada en algunos países para la terapia de reemplazo en pacientes con adicción a la morfina y la cocaína. Además, en las farmacias alemanas se pudo adquirir heroína hasta 1971.
Con la firma de la Convención Única sobre Estupefacientes en 1961 y su posterior reforma de 1971, la heroína pasó a la Lista I y quedó ilegalizada prácticamente en todo el mundo. En la actualidad, casi ninguna empresa del mundo produce o vende heroína como droga legal: únicamente se sintetiza en algunos casos para realizar investigaciones o también para tratamientos paliativos (para aliviar el sufrimiento del paciente en situaciones extremas o terminales) y en muy pequeñas cantidades, como, por ejemplo, en corporaciones como Sigma-Aldrich, en particular, en el directorio «Fluka» (una empresa perteneciente a la mencionada anteriormente).

### Expansión y tráfico internacional (desde 1945)

Principales centros mundiales de producción de heroína, encabezado por la «Media Luna Dorada» de Oriente Medio, seguido por el «Triángulo de Oro» del Sudeste Asiático, México y Colombia

El tráfico de heroína fue prácticamente eliminado en los EE. UU. durante la Segunda Guerra Mundial, debido a las interrupciones temporales en el comercio causadas por la guerra. La guerra de Japón con China había cortado las rutas de distribución habituales de la heroína y la guerra en general había interrumpido la circulación de opio. Después de la Segunda Guerra Mundial, la mafia se aprovechó de la debilidad del gobierno italiano de posguerra y estableció laboratorios de heroína en Sicilia. La mafia se aprovechó de la ubicación de Sicilia, que atravesaba la ruta histórica del opio que se dirigía hacia el oeste en Europa y los Estados Unidos. Con la victoria del Partido Comunista de China en la guerra civil de aquel país a finales de la década de 1940 se eliminó casi por completo la producción de opio, un descenso paralelo que ocurría al mismo tiempo que aumentaba el peso de Sicilia en el comercio internacional.
Aunque se mantuvo legal en algunos países hasta después de la Segunda Guerra Mundial, los riesgos para la salud, la adicción y el uso recreativo generalizado llevaron a la mayoría de los países occidentales a declarar a la heroína una sustancia controlada en la segunda mitad del siglo XX.
Entre finales de 1960 y principios de 1970, la Agencia Central de Inteligencia de Estados Unidos (CIA) ayudó al Kuomintang (los nacionalistas chinos que tras la victoria comunista huyeron a Taiwán) a establecer centros en la frontera con la China continental y Laos; esto ayudó al desarrollo del Triángulo de Oro, una región productora de opio que en 1973, momento en que Estados Unidos se retiró de Vietnam, se estimaba que suministraba un tercio de toda la heroína que se consumía en Estados Unidos. El historiador estadounidense Alfred McCoy sostiene que la CIA fue un colaborador necesario, a través de la llamada «Conexión francesa», en la exportación de heroína desde el Triángulo de Oro e Italia hacia Estados Unidos.

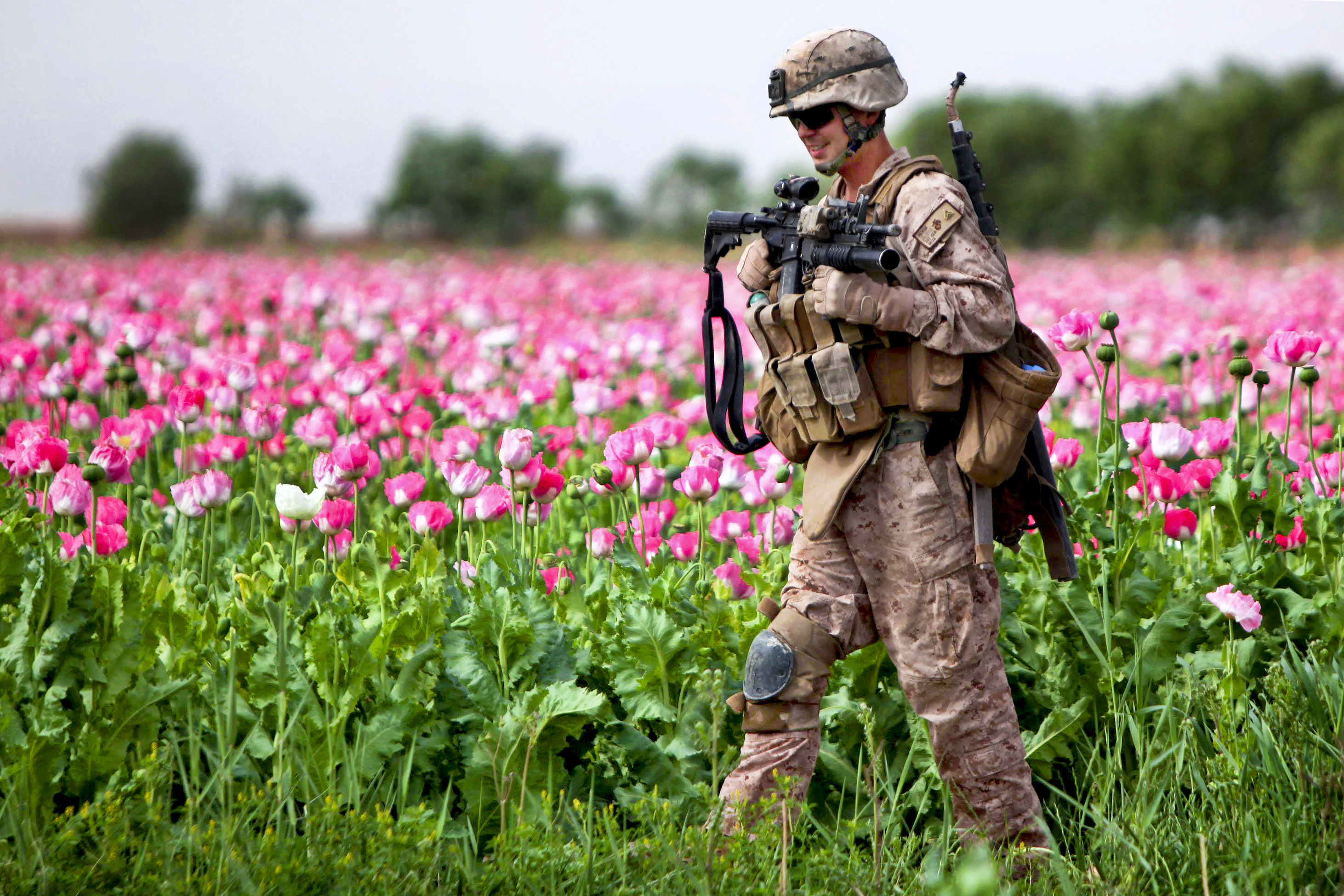
Un soldado del Cuerpo de Marines de Estados Unidos patrulla junto a una plantación de adormidera en la provincia afgana de Helmand, 2011.

A finales de la década de 1970 y la década de 1980, la guerra de Afganistán, en la que intervino la Unión Soviética, condujo a un aumento de la producción en las regiones fronterizas de Afganistán y Pakistán, ya que los rebeldes muyahidines que luchaban contra la URSS y el gobierno socialista afgano necesitaban financiación para la compra de armas; este hecho contribuyó en gran medida a la formación de la actual Media Luna de Oro. En 1980, el 60 % de la heroína vendida en Estados Unidos, país que apoyaba a los muyahidines, provenía de Afganistán. Así, durante la década de 1980 se produjo un aumento en la producción mundial, lo que redujo los precios, por lo que desde ese momento las rutas comerciales se alejaron de Sicilia, ya que las organizaciones criminales se enfrentaron entre sí por el control, a lo que se sumó un mayor esfuerzo del gobierno italiano por imponer la ley en la isla.
En la década de 1990, el consumo de heroína en Occidente se redujo notablemente tras las epidemias de la década anterior (véase la sección posterior), mientras que su producción se estancó o decreció. En Afganistán, las cantidades recolectadas se mantuvieron estables durante toda la década, hasta que entre 2000 y 2001 el gobierno talibán, en colaboración con Naciones Unidas, inició una campaña que acabó con el 99 % de los cultivos en las regiones que controlaba, que en aquel momento cubrían el 75 % de la demanda mundial. Sin embargo, tras la invasión de la OTAN-ISAF encabezada por Estados Unidos de 2001 y el subsiguiente caos económico y social en el país, la producción volvió a dispararse hasta casi monopolizar el cultivo de adormidera a nivel mundial en la década de 2010. El 13 de marzo de 2012, fue condenado por la Corte de Distrito de Estados Unidos para el Distrito de Columbia por delitos de conspiración, tráfico de heroína para su importación a Estados Unidos y narcoterrorismo Hajji Bagcho Sherzai, un narcotraficante con vínculos con los talibanes y cuyas actividades, según la Oficina de Naciones Unidas contra la Droga y el Delito, fueron responsables del 20 % de la producción mundial de heroína en el año 2006.

### Epidemia de heroína delsigloXX
Desde principios de la década de 1970 y hasta mediados de la década de 1980 su consumo experimentó un verdadero boom mundial –solo en Europa el número de adictos se quintuplicó entre 1967 y 1977– que se dejó sentir hasta bien entrada la década de 1990 y que provocó la muerte de miles de personas, fundamentalmente jóvenes de países occidentales; en países de Europa como Alemania, España, Francia o Italia el fenómeno resultó en una verdadera epidemia, donde tuvo especial incidencia en las clases bajas de la población.

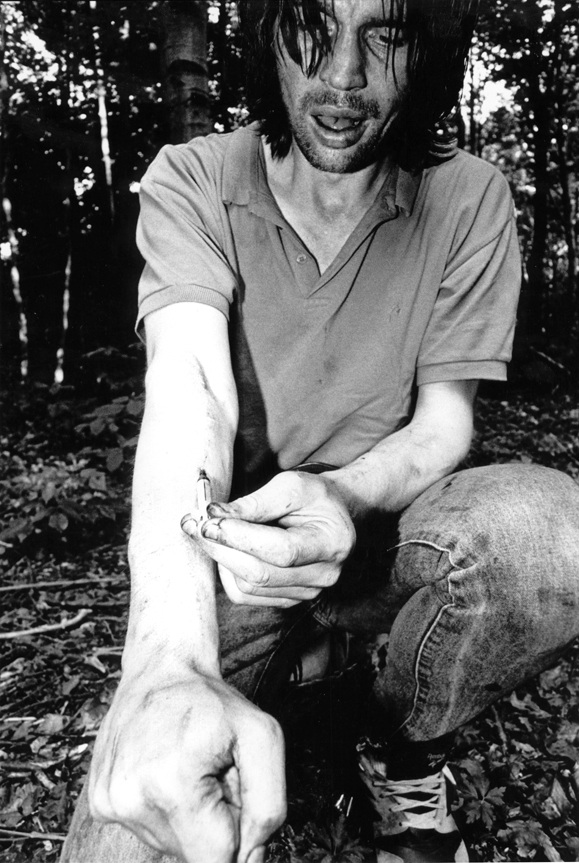
Consumidor inyectándose heroína.

En Alemania Occidental (RFA) la epidemia fue descrita como la más grave de toda Europa, al menos en la década de 1970; según estimaciones federales, en 1978 había 60 000 heroinómanos, en la RFA se incautaba la mitad de la heroína de toda Europa y más de 700 personas morían por sobredosis cada año. Estos hechos fueron retratados en la simbólica novela, que se convirtió en lectura obligada en las escuelas, llamada Los niños de la estación del Zoo y que fue llevada al cine con el nombre de Yo, cristina F. y que contó con la participación de David Bowie, quien admitió ser consumidor de esta sustancia.
En el caso de España su uso no empezó a generalizarse hasta después de 1975, tras la muerte de Francisco Franco y el comienzo de la Transición a la democracia, donde se vivía una atmósfera y anhelo de absoluta libertad donde prevalecía el «todo vale» tras la férrea dictadura. Unido a ello se produjo, sobre todo desde comienzos de la década de 1980, una fuerte reconversión industrial, que disparó el desempleo en las antiguas regiones industriales como Madrid, Cataluña y en especial el País Vasco, cuya economía dependía de la industria pesada, principal objetivo de la reconversión, que acabó prácticamente con todo el sector sin ofrecer alternativas. En estas regiones fue precisamente donde la epidemia de heroína más se cebó con la población; en 1979 se estimaba que en Barcelona había 30 000 heroinómanos, un 1 % de la población y algunas estimaciones apuntaban a que en toda España su número podía rondar los 80 000 en 1984, concentrados la mayoría en Barcelona, Madrid (6000 jóvenes consumidores habituales) y el País Vasco. Solo entre 1982 y 1984, las muertes de adictos se duplicaron. En 1984 algunas estimaciones cifraban en 117 000 millones de pesetas (unos 700 millones de EUR) el dinero que este mercado movía al año.
En España la epidemia afectó a toda la sociedad y en las regiones más afectadas el tráfico y consumo de drogas estuvo entre las principales preocupaciones de la población hasta bien entrada la década de 1990. Su incidencia se dejó sentir en la criminalidad, que aumentó considerablemente y alcanzó sus máximos durante la epidemia; en 1985, el Ministerio del Interior estimaba que el 75 % de los delitos comunes estaban asociados al tráfico o consumo de drogas, al respecto, el número de detenidos por tráfico o tenencia de drogas, que en 1970 fue de 1200, había aumentado hasta los 5200 en 1977 y escalado hasta unos 11 000 en 1984. Otro dato revelador eran los atracos a farmacias, que en 1977 fueron 718 solo en Madrid, cuando en toda Francia fueron 750 y 1500 en la RFA. Dicho masivo consumo duró hasta la primera mitad de la década de 1990 (a menudo se toma la referencia de 1992). Las películas de cine quinqui como El pico retratan a la perfección esta epidemia que se cebó en barrios obreros masificados y en los que la juventud no tenía ningún futuro por la crisis económica, y donde muchos de los protagonistas de estas películas murieron por su adicción a esta droga.
En 1984 el número de adictos en Francia se estimaba en unos 150 000 y de 240 000 a 360 000 en Italia según fuentes oficiales. El problema en Europa tuvo un alcance continental y se situó como una de las mayores problemáticas. Un informe del Parlamento Europeo de 1986 cifraba en 1,5 millones los heroinómanos de la Comunidad Europea (CE) y en 300 000 millones de dólares (USD) los beneficios generados por la venta de drogas y estupefacientes ilegales en todo el mundo, que a su vez motivaban el 50 % de todas las detenciones en la CE. En algunos países, especialmente en Italia y España, se denunció en muchas ocasiones, desde una supuesta connivencia de la policía con la distribución local de drogas y la corrupción derivada del tráfico ilegal tanto a nivel empresarial como en el Estado, hasta la existencia de un plan preconcebido desde altas instancias para inundar de droga determinadas regiones o ciudades, especialmente en las que prevalecían sectores obreros o ligados a movimientos sociales.
Los problemas que atravesaban los drogadictos eran muy graves. La fortísima adicción física a la droga arrastraba a muchos jóvenes a la marginación, la delincuencia y la prostitución para poder pagarse la dosis necesaria. Los que sobrevivían quedaban marcados con un estigma social y a menudo con secuelas mentales y físicas (daños en riñones, hígado o arterias). Una de las primeras soluciones que se aplicó fue recluir a los drogadictos en sitios incomunicados, a menudo granjas, y dejar que se «limpiaran». Pero esa estancia era de unas pocas semanas o meses y cuando concluía el aislamiento una gran parte volvía a inyectarse. Posteriormente se crearon «narcosalas» en las cuales se inyectaba metadona, una droga mucho más blanda, como desintoxicación de la heroína. El problema es que era tratamiento de por vida e implicaba admitir que la heroína era un problema crónico sin solución.
La muerte podía deberse a múltiples motivos. Uno de ellos es que a menudo se cortaba, es decir, se introducían todo tipo de sustancias adulterantes (como el yeso) para reducir la proporción de droga y así vender más y obtener más beneficios, produciendo terribles efectos en los cuerpos de los consumidores sin que estos lo advirtieran. En otros casos ocurría que debido a esto, al estar acostumbrados a droga de «baja pureza», cuando venía un cargamento con una pureza mayor las sobredosis eran muy comunes. En ocasiones las mujeres embarazadas adictas transmitían su adicción a los recién nacidos y estos nacían con el síndrome de abstinencia.
El consumo continuó creciendo hasta mediados de la década de 1980, cuando se estancó y comenzó a descender fuertemente, sus motivos fueron varios. Las enfermedades de transmisión sexual (ETS) hacían estragos entre los consumidores, especialmente con la aparición del sida en los años 80, que entonces era una enfermedad muy dura e incurable y que se transmitía cuando los consumidores compartían las jeringuillas, lo que provocó que muchos jóvenes no se atrevieran a probar esta droga. Lo mismo sucedió con el miedo a contagiarse de otras enfermedades como la hepatitis. Paralelo al descenso de heroína se produjo el ascenso del consumo de cocaína en Europa y los Estados Unidos, que se convirtió en la droga de referencia. La cocaína se puso de moda entre famosos y las clases altas (como ejecutivos), y la sociedad acabó imitando el comportamiento de estas «élites». 
En Estados Unidos unas 22 millones de personas consumían cocaína en 1985 (casi un 10 % de su población), consumo que se extendió hasta desatarse la epidemia de crack de los años 90, aunque esta afectó sobre todo a las clases bajas y minorías étnicas. De esta forma se acabó creando la imagen de la cocaína como la «droga del rico» y la heroína como la «droga del pobre», aunque el precio de la heroína siguió siendo mayor. A su descenso también pudo afectar la cada vez mayor conciencia social del problema, en el que se creaban asociaciones para combatir el problema y dejar de ver al consumidor como un delincuente y verlo como un enfermo que necesitaba ayuda; la evidente imagen de degradación física y psicológica que provocaba la adicción en los drogadictos y el daño a sus seres queridos provocó un fuerte impacto en la sociedad y «demonizó» la heroína para la siguiente generación.

### SigloXXI

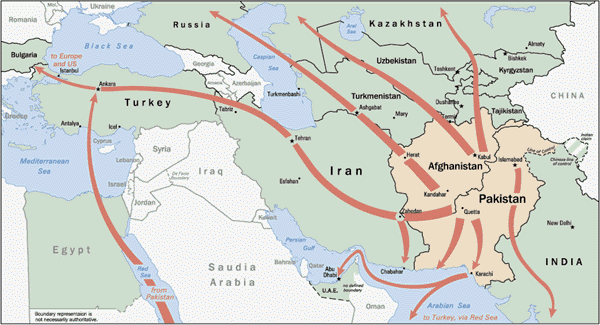
Principales rutas del tráfico ilegal de heroína desde sus lugares de producción (Afganistán y la frontera con Pakistán) en la primera década del según la Agencia Central de Inteligencia (CIA).

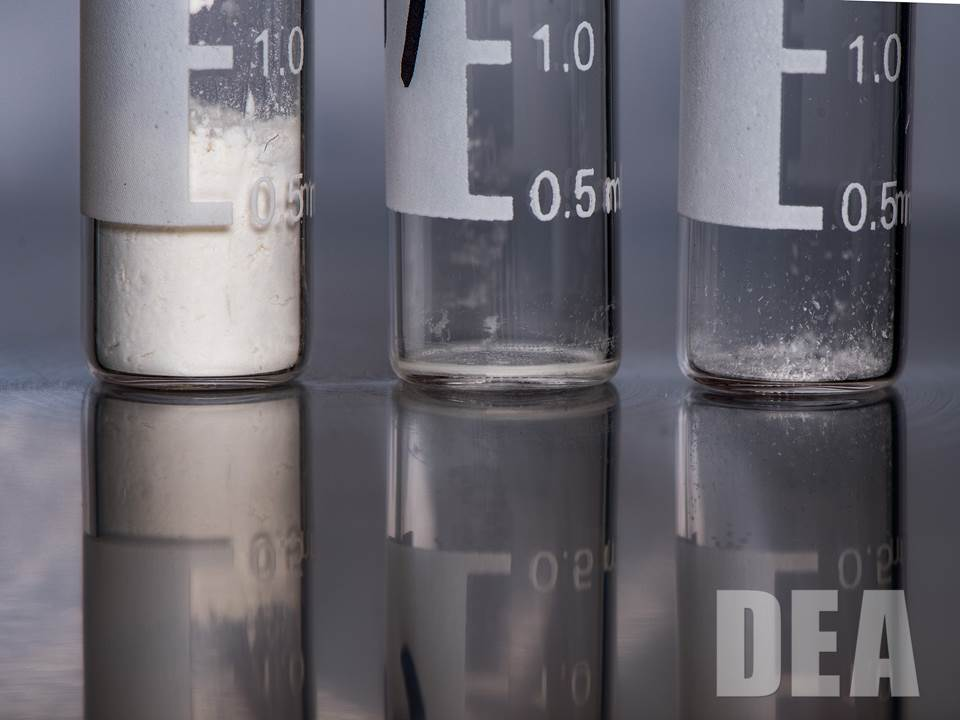
De izquierda a derecha, dosis letales de heroína, carfentanilo y fentanilo respectivamente, según la Administración de Control de Drogas de los Estados Unidos. En los últimos años se ha desatado una crisis de opioides en los Estados Unidos.

A comienzos del siglo XXI su consumo es marginal, en comparación con otras drogas tradicionales como el cannabis o la cocaína, o incluso con drogas de diseño o sintéticas, de creación relativamente reciente. Desde los picos de producción del siglo anterior, esta se ha reducido y al respecto, Afganistán es el mayor productor mundial con diferencia y, se estima que en la primera década de siglo hasta 3,3 millones de afganos estaban involucrados en el cultivo y tráfico de opio; le sigue en su orden otro país asiático: Birmania o Myanmar. La producción asiática se exporta a través de las redes ilegales de contrabando fundamentalmente a Europa, aunque una parte significativa se queda en Asia o se transporta a África. La restante producción significativa de la droga está ubicada en Latinoamérica, concretamente en México (en el llamado Triángulo Dorado mexicano: Sinaloa, Durango y Chihuahua, además de 6 estados más) y Colombia (en este último, la producción de heroína es insignificante por la expansión de los cultivos de coca para producir cocaína), países que enfrentan conflictos y guerras contra grupos armados ilegales como guerrillas y paramilitares en el caso colombiano, además de carteles del narcotráfico y crimen organizado en los dos países. La heroína de los dos países termina casi toda en las calles de Estados Unidos.
En 2012 se estimaba que el 70 % de la heroína se consumía en África y Asia y algunas estimaciones sostienen que entre 1990 y 2010 el precio de la sustancia, ajustado a la inflación, se redujo más de un 80 % en el mercado negro, mientras que su consumo en ese periodo se incrementó un 74 % en todo el mundo. La pureza media de la sustancia ofertada también se incrementó notablemente en el mismo periodo.
En la década de 2010, se observa un aumento en el tráfico de heroína hacia Europa, en el marco de lo que se ha señalado como una «oferta masiva» a nivel mundial. Sin embargo, las estadísticas no reflejan un aumento significativo en el número de consumidores europeos; situación muy distinta a la de Estados Unidos, donde el consumo de heroína se ha disparado, sobre todo desde la crisis económica de 2007 y potenciado por la gran oferta disponible y los bajos precios. Según datos de 2012, el número de drogodependientes de esta sustancia, 400 000 estadounidenses ese año, se había duplicado respecto al de 2002; y en 2014, el número de muertes por sobredosis de heroína se había cuadruplicado respecto al año 2002. Sin embargo, lejos de detenerse, el ascenso en Estados Unidos continúa a un ritmo alarmante, pues se estima (datos provisionales) que en 2016 murieron 35 000 personas por consumo de heroína (frente a las 8200 de 2013) y unas 591 000 personas eran dependientes. El elevado número de sobredosis y la alta mortalidad se explican por el creciente uso de otros opioides como adulterantes, en especial el fentanilo. En 2017 el presidente estadounidense Donald Trump declaró «emergencia nacional» la epidemia de los opiáceos, que provoca más de cien muertos al día.

## Propiedades físicas y químicas

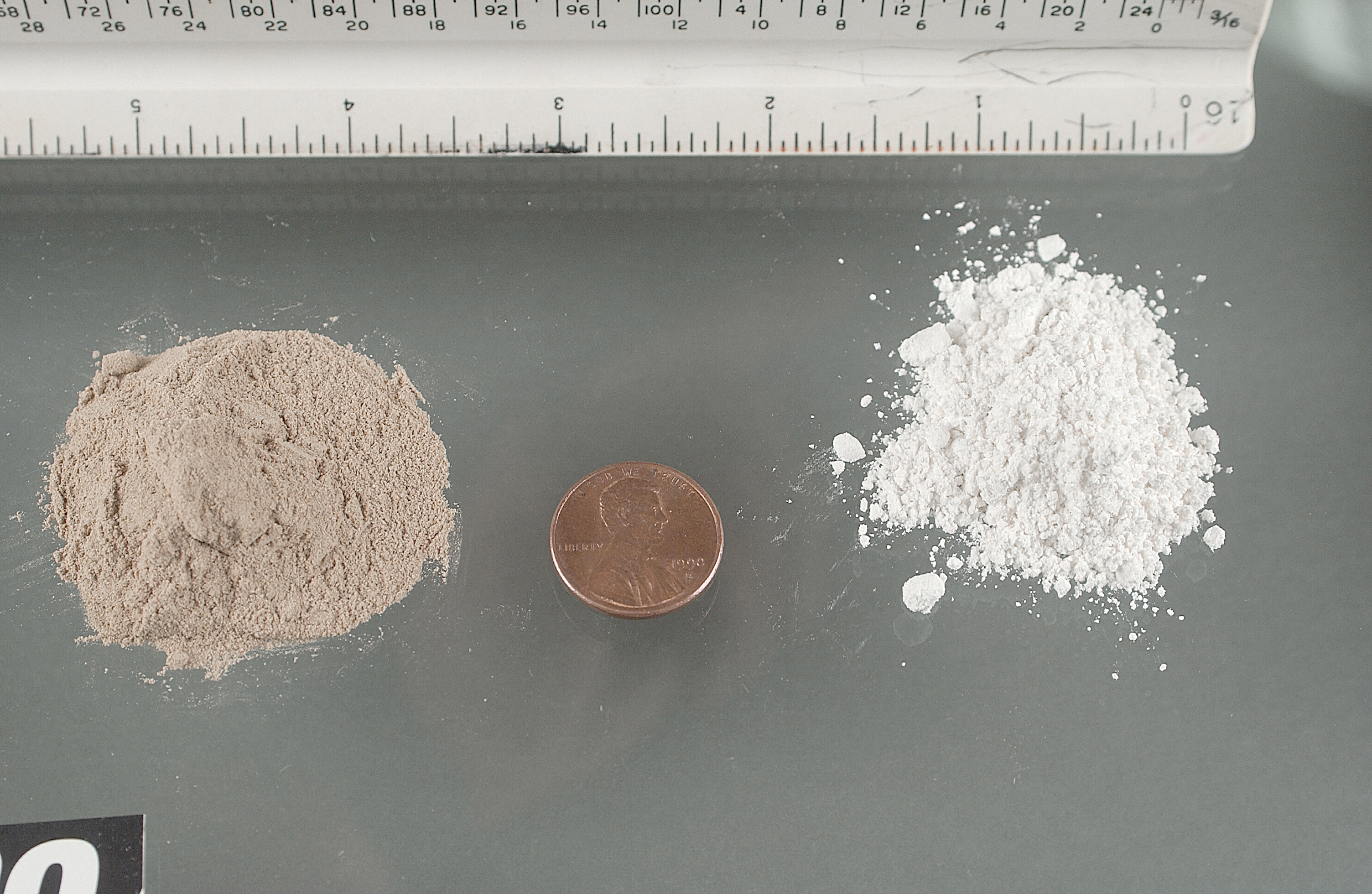
Grados de pureza en la heroína.

- Sustancia pura - polvo blanco y cristalino.
- Producto bruto - amargo, de color gris- marrón de polvo en forma de pequeños cristales con un desagradable olor.[52]

- Punto de fusión: 170 °C.

- Solubilidad:
  - en agua: 0,058 g por 100 g (20 °C);
  - en éter dietílico: 1,4 g/100 g (20 °C);
  - en etanol: 4 g por 100 g (20 °C).

Estos datos sobre solubilidad expresan la solubilidad de la heroína en forma de base libre, y no en su forma de sal clorhídrica. Cuando la heroína está en forma de sal (como la mayoría de los alcaloides) es fácilmente soluble en agua y otros solventes polares.

## Síntesis
Se obtiene mediante un proceso de acetilación de la morfina

Proceso de acetilación de la morfina (1).

La materia prima para uso industrial o de laboratorio durante la síntesis de la heroína es la morfina. La acetilación con anhídrido acético o cloruro de acetilo se produce durante el calentamiento. No es necesario un exceso de cloruro de acetilo, ya que en este caso, el resultado, cloruro de hidrógeno, se une a la parte básica de nitrógeno núcleo morfinanovogo, y parcialmente retirado de la mezcla de gas que desplaza el equilibrio casi por completo hacia la formación de derivados diacetilados. El crudo de la acetilación se purifica por adición de carbón activo y filtrado para ser posteriormente recristalizado en etanol.
El rendimiento de la reacción es de hasta del 95,5 %.

Proceso de acetilación de la morfina (2).

Los reactivos acetilantes están incluidos en la lista de precursores de estupefacientes y el tráfico en muchos países está limitado y controlado en conformidad con la ley y los tratados internacionales.
Además para la síntesis completa requiere de la limpieza adecuada de los productos resultantes, la heroína, a menudo es sintetizada por personas que no tienen el equipo necesario y utilizan ingredientes de dudosa calidad. Por ejemplo, mientras que la síntesis artesanal de heroína puede ser llevada a cabo sin morfina y opio, la paja de adormidera y similares, productos semi acabados causan que la sustancias adquiera un 50 % extra de peso.
Como resultado del procesamiento de estos materiales se forma un compuesto masa resinosa marrón o negra con un bajo contenido de diacetilmorfina y una gran cantidad de impurezas formadas durante la reacción, con efectos secundarios poco predecibles.

## Mecanismo de acción
La diacetilmorfina oral, una vez que está en el sistema circulatorio, se convierte rápidamente en el hígado en morfina. Sin embargo, cuando se inyectan heroína, que es más lipofílica que la morfina, penetra rápidamente en el cerebro, y entonces en este se convierte en un 6 monoacetilmorfina (6-MAM) y morfina.
El mecanismo de acción de la heroína es en gran parte determinado por el perfil de la morfina como típico (estándar) en un opioide, teniendo una alta afinidad a los receptores opiáceos-μ2 μ1.
El diacetilmorfina en sí tiene una afinidad relativamente baja para los receptores opiáceos μ. Sin embargo, cuando se administra por vía intravenosa, en contraste con la hidromorfona y oximorfona, la diacetilmorfina es una versión más fuerte de la histamina, que causa un pronunciado sentido más de «elevación», y en algunos casos también la sensación de picor.
Los receptores μ-opioide en los mamíferos están disponibles en el cerebro y la médula espinal, así como en el intestino. En el cerebro se concentran en la materia gris del cerebro, en el bulbo olfatorio y algunas capas de la corteza del encéfalo, así como en algunos núcleos de las neuronas y en la amígdala. Los receptores representan un mecanismo metabotrópico GPCR - los receptores asociados a proteínas G, que normalmente activan las endorfinas. Las endorfinas son parte del sistema de analgésicos diseñado para controlar el nivel de dolor. Los metabolitos de la heroína se unen a los receptores opioides. Pueden causar cambios en la excitabilidad de las neuronas, estimulando la liberación presináptica de ácido gamma-aminobutírico (GABA). Aunque el GABA es un neurotransmisor inhibidor, el efecto final depende del sistema nervioso y el estado de la neurona postsináptica. Además, en el caso de los receptores opioides μ-, depende específicamente del agonista.
Todos los opiáceos, incluyendo la heroína, tienen una cierta similitud estructural con las endorfinas endógenas (producidas por el cuerpo). La estructura molecular de los opiáceos interactúa precisamente con el receptor deseado. Las endorfinas, dependiendo del tipo, funcionan en un grupo específico de receptores, y los opiáceos, todos de manera simultánea, de manera muy similar con las endorfinas para lograr el mismo efecto.
La popularidad entre los adictos a las drogas, en comparación con otros opiáceos, se debe a que la heroína demostró tener efectos más pronunciados que el de otros estupefacientes y que los efectos de la morfina. Esto se debe a que el impacto de los metabolitos de la morfina en los receptores opioides μ produce una sensación de euforia acompañada de analgesia y acción antiinflamatoria, así también una supresión de la ansiedad. La morfina también se une a los receptores δ-y y los κ. Existe alguna evidencia de que el 6-MAM se asocia con un subtipo de receptor opioide μ, que se une un metabolito de la morfina, morfina-glucurónido 6β. La contribución de estos receptores en los efectos farmacológicos generales de la heroína sigue siendo desconocido hasta el momento.
La administración crónica de opiáceos aumenta el número de receptores opioides en el cerebro, este es el principal mecanismo para la adicción y la dependencia a la heroína. Otros mecanismos de la adicción se puede aumentar por la producción de glutamato (excitación de un mediador) y la transmisión glutamatérgica en el cerebro, reduciendo la producción de endorfinas, y la regulación de la actividad de los receptores opioides. En este caso, la interrupción de la droga causa una serie de dolorosos síntomas (síndrome de abstinencia) caracterizados por dolor, ansiedad, calambres musculares, insomnio, etc. Dependiendo de la duración del consumo de la droga y de otros factores este se produce dentro de entre 4 y 24 horas después de la última dosis de diacetilmorfina.

## Efectos clínicos de la heroína
Los efectos observados cuando se toma heroína, se pueden dividir en dos grupos - a nivel central y a nivel periférico.

### Sistema nervioso central

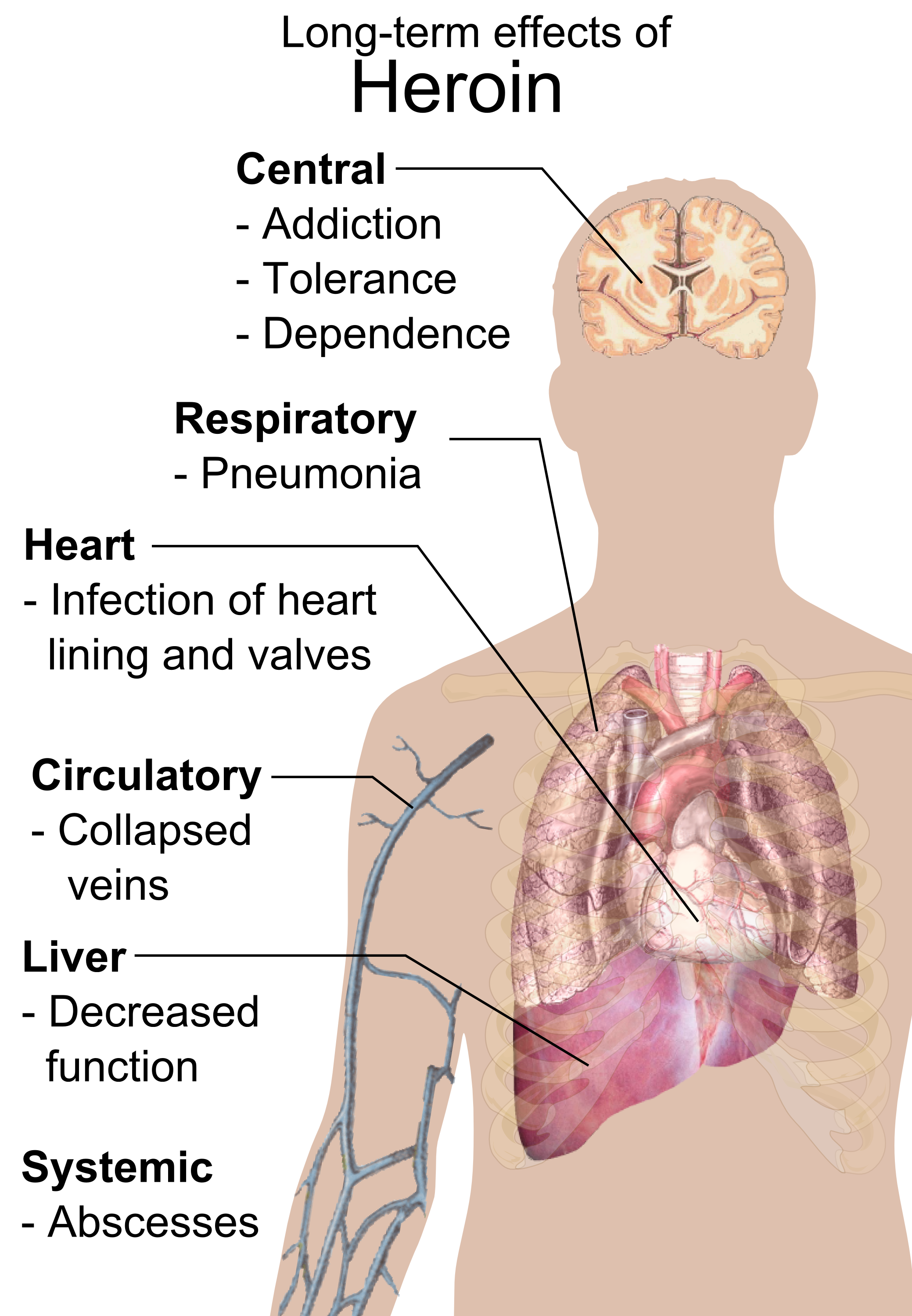
Diagrama con los efectos a largo plazo del consumo de heroína, incluyendo los más comunes consecuencia de la administración o fabricación ilegal de la sustancia (en inglés).

El efecto de la diacetilmorfina en el SNC se acompaña de un efecto sedante, disminución del nivel de conciencia, sensación de calor, somnolencia y euforia.
Los efectos sedantes e hipnóticos del diacetilmorfina se vuelven más pronunciados que la de los agonistas μ meperedina (petidina), la morfina, la metadona, la codeína y el fentanilo. Este efecto es causado por la presencia de grupos acetil, lo que facilita la difusión al cerebro. En algunos casos, la sedación puede ser acompañada por picos de excitación de corto plazo e hiperactividad.
El diacetilmorfina es un potente analgésico, el efecto realizado es debido a la depresión directa de los metabolitos activos espinales.
Cabe señalar que el diacetilmorfina aumenta los efectos si es aplicado de forma concomitante con hipnóticos, sedantes, fármacos para anestesia general, ansiolíticos, o alcohol.

### Sistema nervioso periférico
Posible desarrollo de náuseas y vómitos con dosis relativamente pequeñas, con un aumento del consumo manteniendo la misma dosis las náuseas y vómitos desaparecen. Fenómenos similares ocurren debido a la irritación de los intestinos y el sistema de quimiorreceptores de vértigo que ocurren durante la sedación.
Se eleva el funcionamiento de los esfínteres - esfínter urinario, del esfínter de Oddi y Lyutkensa, externo y esfínter interno y el recto.
Aumenta el funcionamiento de los músculos lisos. Aumenta la reactividad de los bronquios, como el asma, pudiendo producirse bronco-espasmos. Puede ocurrir un espasmo ureteral, lo que lleva a la dificultad en la micción volviéndose esta dolorosa.
Desde el sistema nervioso central y periférico ocurren acciones longitudinales que suprimen la peristalsis del intestino, y el peristaltismo transversal por lo generalmente aumenta, aumenta el funcionamiento de los distintos segmentos del tracto gastrointestinal, principalmente el antro gástrico, la secreciones basales se inhiben. Al disminuir el paso del contenido intestinal se produce un aumento en la absorción de agua en el intestino, un aumento de la viscosidad y la densidad de las heces y promueve el desarrollo del estreñimiento.
Se reduce la actividad secretora, que puede conducir a la sequedad de la boca, los ojos, la nariz y la garganta, y a dispépticos trastornos, visión borrosa, tinnitus, y reacciones alérgicas.
Se produce una disminución significativa de la temperatura corporal.
La heroína tiene un efecto pronunciado sobre el sistema nervioso periférico, la administración crónica conduce a muchos trastornos autonómicos - desarrolla bradicardia, disminución de la peristalsis del intestino, aumenta el tono de los esfínteres, disminución de la actividad secretora.

#### Complicaciones
Uno de los factores principales que llevan a una variedad de complicaciones graves, es el efecto narcótico de la heroína. Las complicaciones surgen cuando se toma la heroína como una droga que puede dividirse en varias tomas diarias causando alteraciones fisiológicas por la acción del diacetilmorfina en el cuerpo humano y debido a las impurezas del producto. Para los individuos con adicción a esta droga la más común y peligrosa complicación es una sobredosis. Según varios informes, el 50-60 % de los consumidores de opiáceos al menos una vez sufrieron una sobredosis. También se puede desarrollar psicosis y estados epilépticos.
Además, al tomar la heroína, hay consecuencias a largo plazo que se manifiestan en una variedad de trastornos de la microcirculación, enfermedad en el hígado, y en los componentes que actúan durante la depresión del sistema nervioso central.
Además de los efectos tóxicos directos de heroína en el cuerpo, su consumo puede afectar seriamente la salud debido a una variedad de impurezas contenidas en el producto, debido a la falta de agentes de limpieza o productos intencionalmente añadidos de reventa para obtener mayores beneficios mediante mezclas con una disminución de su cantidad de narcóticos para así obtener más beneficios en la venta. También el mismo diacetilmorfina y las impurezas contenidas en la administración de la droga pueden desarrollar una reacción alérgica marcada por angioedema y anafilaxia, aunque estos efectos secundarios no ocurren con demasiada frecuencia, pero podría representar un grave peligro para la vida del usuario en el caso de producirse.
Cuando las inyecciones intravenosas son a menudo desarrolladas se genera flebitis, y la endocarditis con afectación de la válvula tricúspide del corazón. Si se usa jeringas o contenedores para solución o para la administración intravenosa, se corre el riesgo de desarrollar diversas infecciones (ETS) como el VIH o la hepatitis.

## Aplicaciones

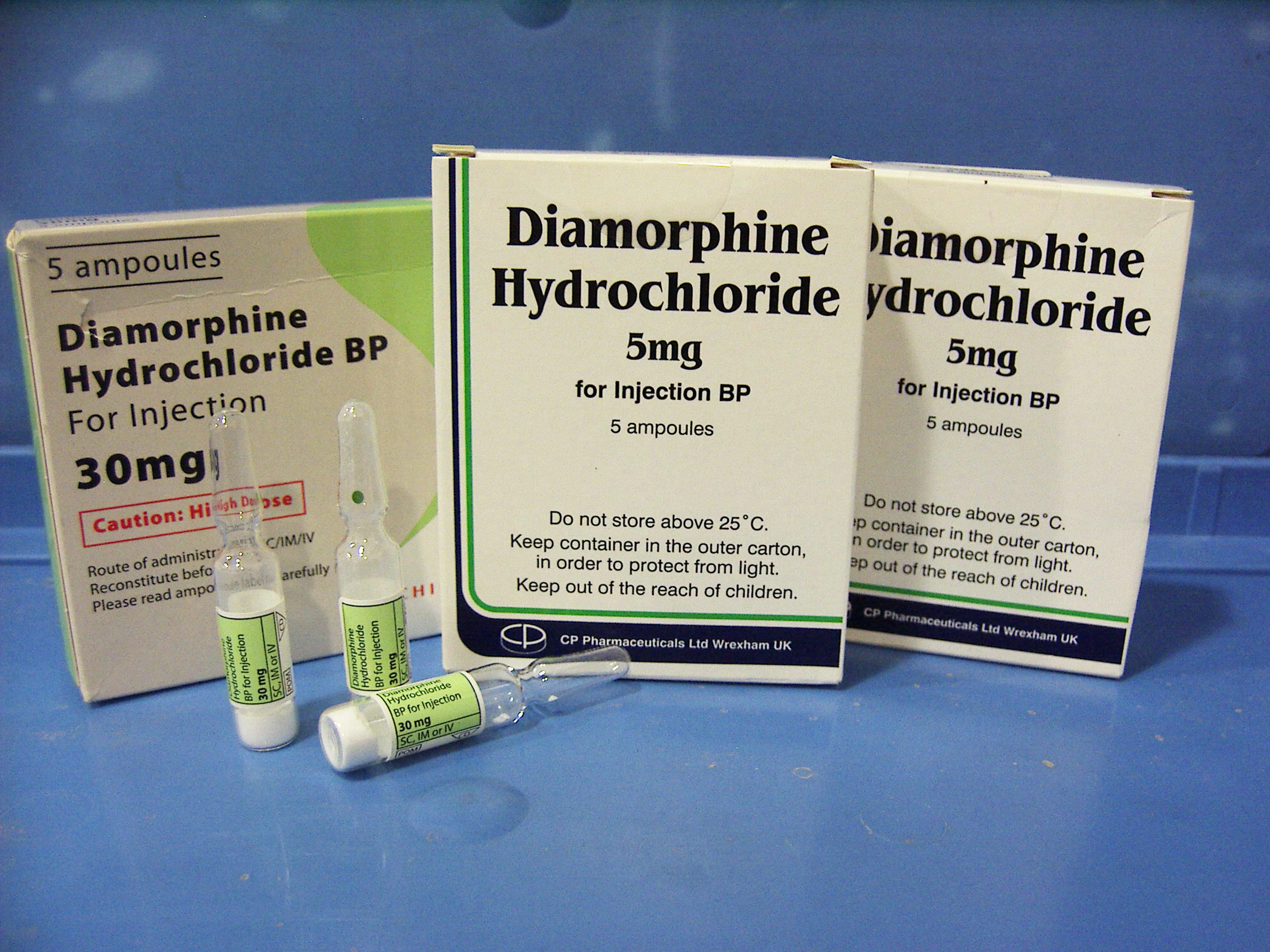
Ampollas de diamorfina para uso, principalmente, hospitalario.

El primer uso de heroína fue de naturaleza puramente médica. Poco a poco, debido a la revalorización de las prestaciones profesionales y la evaluación de las relaciones riesgo-beneficio se produjo la eliminación gradual del uso generalizado de la heroína como medicamento. Al mismo tiempo, aumentó el creciente uso de medicamentos que contienen heroína como principio activo.
Desde 1971 el uso de la heroína en todo el mundo está permitido solo en pequeñas cantidades y en estudios científicos controlados estrictamente. Por eso, la producción de heroína está destinada prácticamente en su totalidad a la venta ilegal y el narcotráfico.

### En síntesis orgánica
La diacetilmorfina podría ser utilizada como producto intermedio en la síntesis de derivados de la morfina, tales como el nalorfin.

### Uso médico moderno
A pesar de que la heroína es una droga de abuso conocida, algunos investigadores (médicos y farmacéuticos) están considerando la posibilidad de sustituir la morfina por heroína. Recientes estudios clínicos sugieren que puede ser menos peligroso que el tradicional clorhidrato de morfina.
En el Reino Unido la heroína purificada denominada diamorfina se utiliza como un potente analgésico para la práctica de los cuidados paliativos.
En otros países se prefiere el uso de la morfina. Actualmente se observa una tendencia a migrar a la morfina también en el Reino Unido, sobre todo después de los problemas por la escasez en el suministro de diamorfina.
Actualmente, en Alemania y Suiza durante la terapia de sustitución se considera la posibilidad de sustituir la metadona químicamente por heroína pura. En este sentido, en varias ciudades alemanas se están llevando a cabo estudios desde aproximadamente el año 2005, el denominado «proyecto de la heroína» (él. Heroinprojekt o él. Heroinstudie). Estos estudios intentan evaluar los beneficios de la heroína de calidad para un paciente externo bajo la supervisión de un médico con fines de investigación para así determinar la posibilidad del tratamiento de la adicción a los opioides con el uso de terapia de sustitución a base de heroína pura.

### La heroína como droga de abuso

La heroína es la droga que presenta, con diferencias, mayores efectos negativos (en la imagen: daño físico y dependencia) entre las 20 drogas de abuso más usuales.

Se conoce a la heroína como una droga que se puede clasificar dentro de las drogas duras, caracterizándose por producir una alta tasa de dependencia (adicción psicológica y física); además produce un fuerte síndrome de abstinencia, generando un problema sanitario grave que dificulta el tratamiento en caso de adicción, es por eso que se utilizan drogas sustitutivas, para evitar los síntomas de la abstinencia a la droga. Sin embargo, el tratamiento de la heroína aun con métodos sustitutivos puede ser muy complicado debido a la fuerte dependencia psicológica que genera.
Debido a su solubilidad en disolventes orgánicos y agua, la heroína puede penetrar a través de las membranas mucosas del cuerpo. Puede ser inyectada en el cuerpo de varias maneras: a través de la mucosa nasofaríngea, el estómago, el intestino, el recto, la vagina, o también puede fumarse, inhalarse e ingerirse por vía oral. Desde el comienzo del siglo XX hasta la actualidad, el método más común de usarla era por vía intravenosa o inyectada, ya que dicho consumo permite un efecto rápido e intenso. Además, al necesitarse cantidades muy bajas en el consumo por vía intravenosa, suele convertirse en un método económico mediante el que los heroinómanos pueden reducir la dosis y el costo de manera significativa. Para la administración a través de las membranas mucosas se requiere un especial refinado de la heroína, que es caro y requiere de más materiales.
Los sujetos que presentan adicción a la heroína utilizan diferentes métodos para administración de la sustancia, entre ellos:
- Sublingual - mascada, se disuelve con otros componentes la sustancia.
- Inhalados - inhalación directa de la sustancia.
- Fumadores - puede ser mezclada con cualquier relleno, como el tabaco, o fumada en papel aluminio.
- Oral - una sustancia en su forma pura o una solución acuosa de 30-40 % de alcohol. Puede ser utilizado por cualquier otro disolvente no tóxico. Cabe señalar que el etanol, en algunos casos puede reducir la gravedad de los efectos de la heroína en el 2-3 %.[68]
- Cutánea - se crea una incisión superficial en la piel, que se frota a fondo. Con este método, son características las cicatrices queloides.
- Rectal o vaginal - administración junto a supositorios.
- Intravenosa - Inyección; la dosis de la droga se disuelve en agua y se hierve para la esterilización y una disolución mejor. La heroína suele ser introducida en las venas superficiales de las extremidades, pero se pueden introducir en cualquiera de las venas, como en los consumidores de drogas que suelen tener grandes daños a las venas.[69]

La dosis media pura va de 5 a 10 miligramos de diacetilmorfina (heroína). Si una persona utilizó los opiáceos durante mucho tiempo, la dosis requerida de drogas puede aumentar hasta 4,2 veces o hasta entre 20 y 40 miligramos. En teoría, la dosis para la administración crónica puede aumentar indefinidamente hasta la ocurrencia de muerte por enfermedad o por complicaciones concomitantes.

## Formas de adulteración

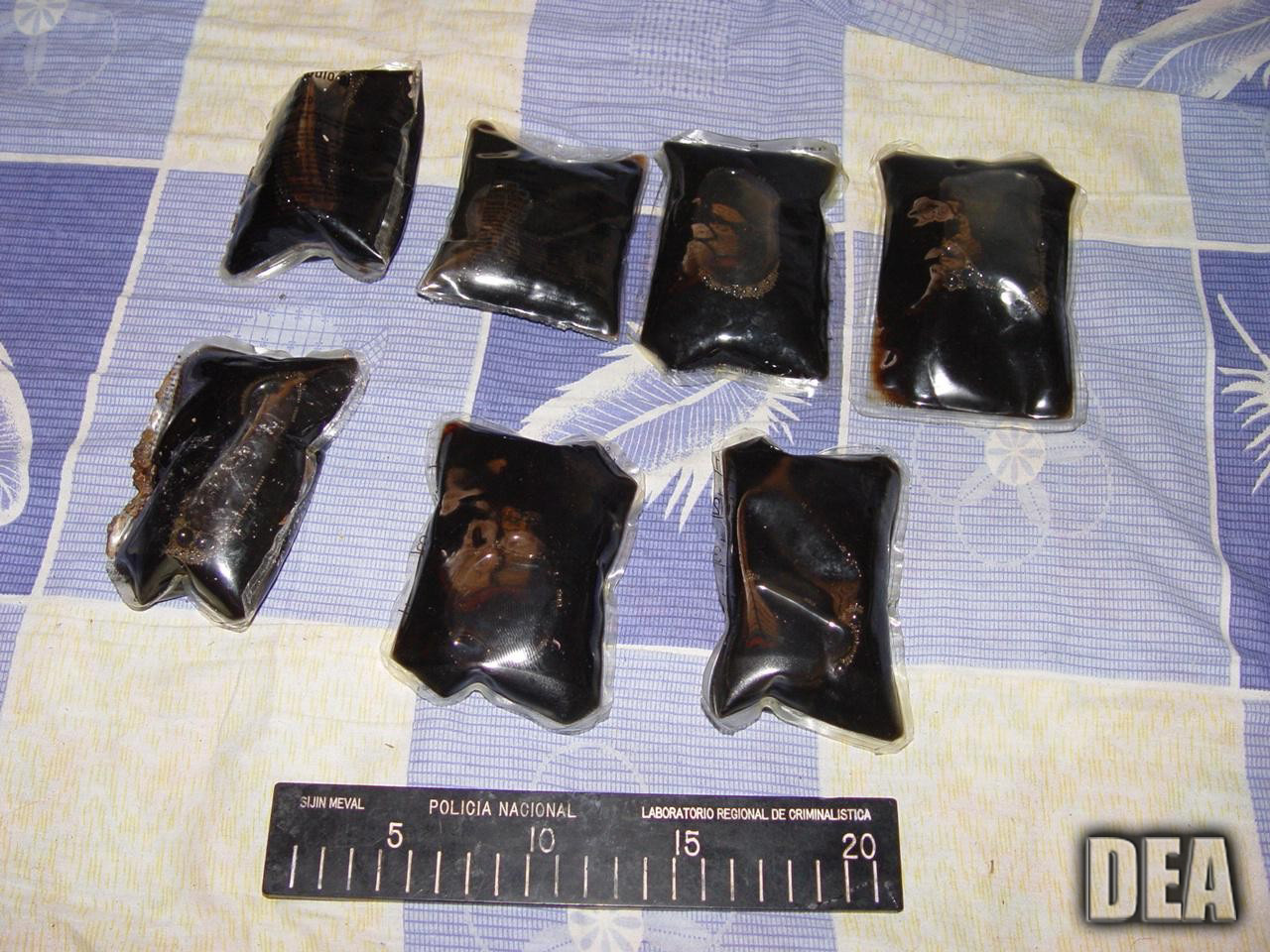
Heroína incautada por la DEA

Como todos los opiáceos de venta ilícita, la heroína puede adulterarse con quinina, lactosa, azúcar, y fármacos depresores del sistema nervioso central, tales como los barbitúricos y sedantes o contaminarse con bacterias, virus, hongos o partículas. Se han reportado algunos casos de sustitución total de heroína por pentazocina. La droga llamada Speedball no es más que cocaína mezclada con heroína.
Ya que los consumidores de heroína no saben la fuerza real de la droga o su verdadero contenido, están en riesgo de sufrir un envenenamiento por adulteración o una sobredosis, hechos que pueden causar un alto riesgo de muerte; en el caso de la sobredosis se utiliza la naloxona como antagonista de la heroína para salvar al sujeto.

## Síndrome de abstinencia
El síndrome de abstinencia de la heroína, conocido comúnmente como mono, es uno de los más fuertes entre las drogas de abuso. Se localiza tanto a nivel físico como psicológico, siendo el neurológico el primero en provocar el cuadro más aparatoso.
Suele comenzar con moqueo, lagrimeo, rinorrea, calambres y dolores musculares, síntomas similares a una gripe, acompañado de una fuerte ansiedad, seguido de diarrea y vómitos. El cuadro se va agudizando según pasan las horas y puede acompañarse de convulsiones y alucinaciones.
Suele remitir a nivel físico entre el 4.º y el 5.º día. A nivel psicológico se extiende mucho más en el tiempo dependiendo del individuo.

## Usos terapéuticos
A partir de su aparición, la heroína se utilizó principalmente para tratar la tuberculosis por su capacidad para suprimir el reflejo de la tos. Pronto se vio que su efecto anestésico no era mayor que el de la morfina, pero era más activa, por lo que podía utilizarse en dosis menores logrando el mismo efecto con las consiguientes ventajas a nivel de acumulación en los tejidos. Sin embargo, algo más la diferenciaba de la morfina: ciertos efectos estimulantes y no solo analgésicos, por lo que durante mucho tiempo se recomendó como cura para el hábito producido por la morfina. 
Actualmente, el clorhidrato de heroína se sigue utilizando como analgésico en países como el Reino Unido, con el nombre de diamorfina.